# Kōko Tsurumi
Kōko Tsurumi (jap. 鶴見虹子 Tsurumi Kōko;  ur. 28 września 1992 w Tokio) – japońska gimnastyczka, dwukrotna medalistka mistrzostw świata.

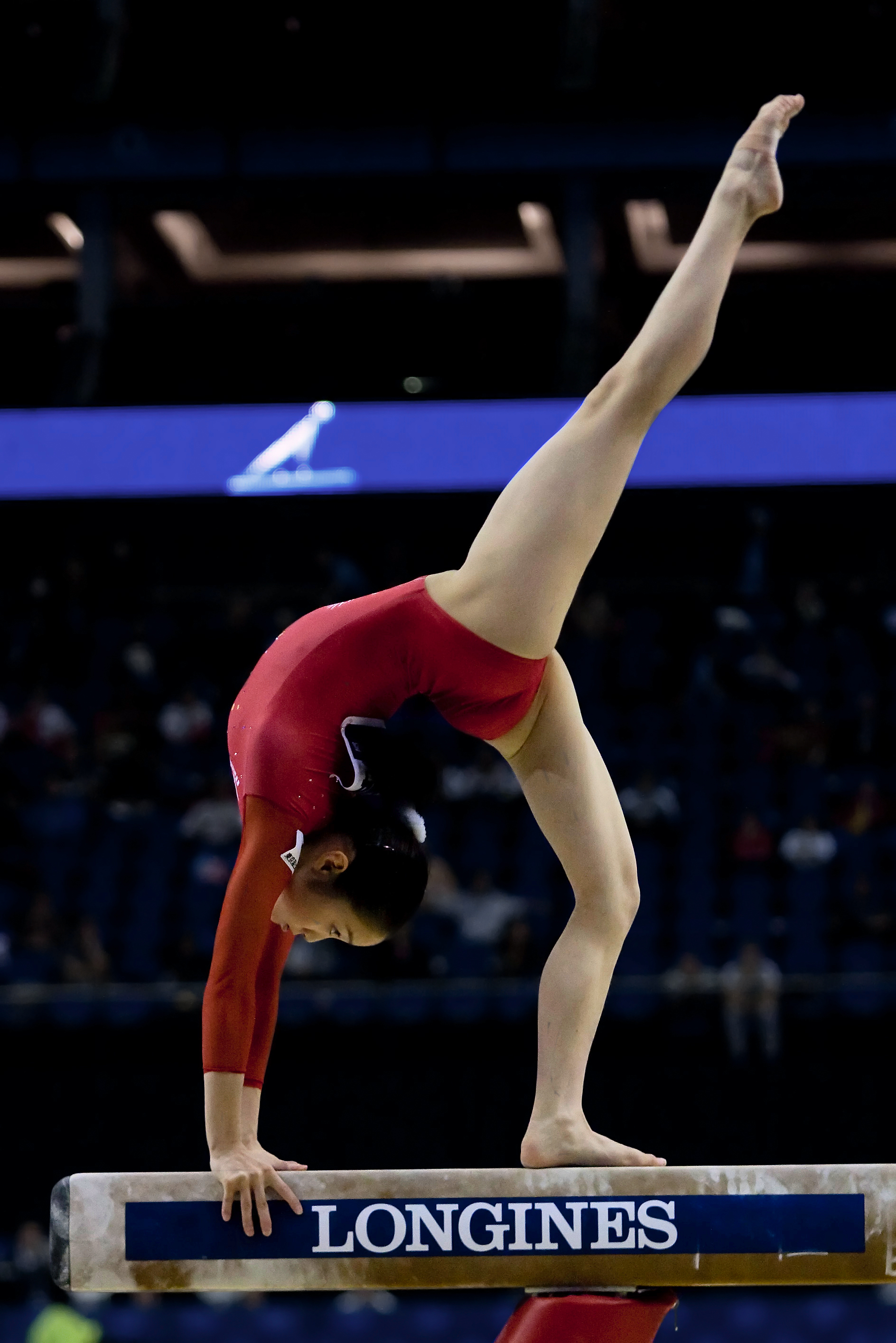

Największym sukcesem zawodniczki jest brązowy medal mistrzostw świata w Londynie w wieloboju indywidualnym i srebro w ćwiczeniach na poręczy. Startowała w igrzyskach olimpijskich w Pekinie, zajmując 8. miejsce w ćwiczeniach na równoważni i 5. drużynowo w wieloboju.

## Sukcesy
| Rok  | Zawody             | Miasto | Miejsce | Konkurencja            | Punktacja |
| ---- | ------------------ | ------ | ------- | ---------------------- | --------- |
| 2009 | Mistrzostwa świata | Londyn | 3       | Wielobój indywidualnie | 57.175    |
| 2009 | Mistrzostwa świata | Londyn | 2       | Ćwiczenia na poręczy   | 14.875    |